# Javron-les-Chapelles
Pour les articles homonymes, voir Les Chapelles (homonymie).
Javron-les-Chapelles est une commune française, située dans le département de la Mayenne en région Pays de la Loire, peuplée de 1 343 habitants (les Javronnais).
La commune fait partie de la province historique du Maine, et se situe dans le Bas-Maine dans le pays de Passais.

## Géographie

### Localisation et communes limitrophes
Javron-les-Chapelles se trouve au nord-est de la Mayenne, entre Mayenne (25 km) et Alençon (36 km), sur la Nationale 12. Paris se situe à 225 km.
| Madré                         | Neuilly-le-Vendin,Madré,Saint-Aignan-de-Couptrain | Saint-Aignan-de-Couptrain     |
| Chevaigné-du-Maine,Charchigné | Javron-les-Chapelles                              | Saint-Cyr-en-Pail             |
| Le Ham                        | Le Ham                                            | Villepail,Crennes-sur-Fraubée |

### Topographie, géologie et relief
Javron-les-Chapelles se situe dans l'unité paysagère des Alpes mancelles qui s'étend sur le nord-est du département. Le relief y est plus marqué que le reste du département, et les paysages s'y structurent en fonction: prairies humides en fond de vallée, bocages en coteau et massifs forestiers sur les hauteurs.
Le sol de la commune est constitué de schiste et de grès datant du Briovérien. Javron-les-Chapelles possède un relief encaissé, se trouvant au fond de la vallée de l'Aisne, coulant du sud au nord. Les altitudes les moins élevées suivent le cours d'eau en décroissant, passant de 153 mètres d'altitude au sud à 133 mètres au nord. L'altitude s'élève au fur et à mesure de l'éloignement de l'Aisne à l'est et à l'ouest, culminant à 251 à l'est et 206 mètres à l'ouest.

### Hydrographie
La commune est traversée par l'Aisne, coulant du sud au nord. Elle entre au sud de la commune à la limite du Ham, passe à l'ouest du bourg de Javron, puis à l'est du bourg des Chapelles où elle forme la limite avec la commune de Saint-Aignan-de-Couptrain. Elle sort ensuite au nord, formant la séparation entre les communes de Madré sur sa rive gauche et Neuilly-le-Vendin sur sa rive droite.
Le ruisseau des Vallées, qui naît sur les communes limitrophes de Saint-Cyr-en-Pail et Villepail, rejoint l'Aisne sur sa rive droite, au sud du bourg de Javron. Plusieurs autres ruisseaux naissent sur les flancs de la vallée pour rejoindre la rivière.

### Voies de communication et transports

#### Réseau routier
La nationale 12 traverse la commune et le bourg de Javron d'est en ouest, reliant Mayenne et Alençon. D'autres routes départementales la croisent dans le bourg de Javron, dont la D 13 entrant par le sud et rejointe par la D 218 qui entre au sud-est ainsi que les D 3 et D 218 qui entrent sur la commune respectivement au nord-est et au nord-ouest. La D 33 pénètre à l'ouest de la commune pour rejoindre la nationale et la D 242 traverse la commune d'est en ouest en passant par le bourg des Chapelles.

#### Transport en commun
La commune de Javron-les-Chapelles est desservie par la ligne 13 du Réseau Pégase, faisant la liaison Mayenne ↔ Villaines-la-Juhel ↔ Saint-Pierre-des-Nids. L'arrêt se trouve au parking du stade de Javron. Un service de transport à la demande est également disponible. Le transport scolaire est géré par le département, 14 points de montée et de descente sont répartis sur la commune.

### Climat
Pour des articles plus généraux, voir Climat des Pays de la Loire et Climat du Val-d'Oise.
En 2010, le climat de la commune est de type climat océanique altéré, selon une étude du CNRS s'appuyant sur une série de données couvrant la période 1971-2000. En 2020, Météo-France publie une typologie des climats de la France métropolitaine dans laquelle la commune est exposée à un climat océanique et est dans une zone de transition entre les régions climatiques « Normandie (Cotentin, Orne) » et « Moyenne vallée de la Loire ». 
Pour la période 1971-2000, la température annuelle moyenne est de 10,4 °C, avec une amplitude thermique annuelle de 13,8 °C. Le cumul annuel moyen de précipitations est de 847 mm, avec 12,9 jours de précipitations en janvier et 7,8 jours en juillet. Pour la période 1991-2020, la température moyenne annuelle observée sur la station météorologique de Météo-France la plus proche, « Le Horps », sur la commune du Horps à 9 km à vol d'oiseau, est de 11,1 °C et le cumul annuel moyen de précipitations est de 857,1 mm,. La température maximale relevée sur cette station sur la période du 1er juillet 2003 au 2 juin 2025 est de 39,5 °C (en 2019), la température minimale de −12 °C (en 2012) et la hauteur maximale de précipitations en 24 h de 60 mm (en 2021).
Pour afficher une liste d’indicateurs climatiques caractérisant la commune aux horizons 2030, 2050 et 2100 et pouvoir ainsi s'adapter aux changements climatiques, entrer son nom dans Climadiag-commune, un site de Météo-France élaboré à partir des nouvelles projections climatiques de référence DRIAS-2020.

## Urbanisme

### Typologie
Au 1er janvier 2024, Javron-les-Chapelles est catégorisée bourg rural, selon la nouvelle grille communale de densité à sept niveaux définie par l'Insee en 2022.
Elle est située hors unité urbaine et hors attraction des villes,.

## Toponymie
Javron est mentionné sur des monnaies du IVe siècle en tant que Gavronnum ; puis vers 780 sous la forme de vicaria Gabronensis, puis Gabron vers 802 . Par la suite, au IXe siècle, condita Gabronensis ou vicaria Gabronensis (ou vicaria Gaviacensis); en 1046 Gabrona et Gabronensi pago ,. En 1973, Javron prend le nom de Javron-les-Chapelles par l'association de l'ancienne commune Les Chapelles.
L'étymologie du toponyme Javron proviendrait, selon Ernest Nègre, de l'anthroponyme latin Capronius. Cependant, aucune forme ancienne n'atteste de la présence d'un [ka] initial (noté Ca-), sans doute faut-il préférer l'explication d'Albert Dauzat et Charles Rostaing qui considèrent qu'il s'agit du nom de personne gaulois Gabrus (autrement noté Gabros, basé sur le nom gaulois de la chèvre et du chevreuil), dont il existe de nombreuses occurrences dans la toponymie française, suivi du suffixe de présence -o / -one.
Quant au toponyme Chapelle, fréquent en France, qui désigne une petite église isolée, il fait étymologiquement référence à la chape de saint Martin de Tours, cappa en latin. Le nom de la localité des Chapelles s'écrivait d'ailleurs Capella au XIVe siècle

## Histoire
L'histoire de Javron se confond pour une large part avec l'histoire du Passais. 

### Antiquité
Les terres de Javron se situent sur le territoire de la tribu gauloise des Diablintes présents ici avant la conquête romaine.
Au IVe siècle, le « Defensor », premier magistrat de la cité des Cénomans, aurait fait don du village de Jublains (vicus Diablenticus), du village de Ceaucé (vicus Celsiacus) et enfin du village de Javron (vicus Gabronnus), qui étaient à l'époque les principaux lieux de peuplement, à l'évêque Saint Julien du Mans qui y aurait alors fondé une première église .
Une voie romaine, entre le bois de Martigné et l'est de la Roirie, passait au pied de la chapelle de "Jabron" .

### Moyen Âge

#### Haut Moyen Âge
La région du pagus du Mans correspondant au territoire de l'ancienne cité des Diablintes est donc découpée en trois circonscription : Condita Diablentica (Jublains), Condita Celciacensis (Ceaulcé), et Condita Gabronensis (Javron); ces trois condita deviennent par la suite des vicaria  .
Entre 532 et 543, Saint Innocent, évêque du Mans, envoie de nombreux ermites pour prêcher le christianisme dans les campagnes, et plus particulièrement saint Constantien à Javron, qui y fonde un monastère  . En l'an 560, le roi Clotaire Ier, fils de Clovis, allant châtier la rébellion de Chramn, son fils bâtard qui s'était retiré en Bretagne, passe dans la région et rencontre saint Constantien et lui procure des dons pour développer son monastère .
Entre 710 et 724, Herlemond I, évêque du Mans ayant fondé l'hôpital Saint-Ouen, réunit les bourgs d'Artins et de Javron  .
Dans le quartier saint Martin autour de la mairie 48° 25′ 01″ N, 0° 20′ 11″ O, plusieurs sarcophages mérovingiens ont été retrouvés lors de travaux en 1878 .
En 802, Charlemagne confirme à l'église du Mans la possession du bourg de Javron; en 822, Louis-le-Pieux confirme les dîmes au clergé  .
Au IXe siècle, Javron est le chef-lieu d'une condita qui inclut aussi Champéon .

#### Période du duché de Normandie et de l'Empire Plantagenêt (911-1204)
Durant les invasions vikings, le corps de saint Constantien est déplacé dans la cathédrale du Mans. En 1029, Avesgaud, évêque du Mans, fait don à son cousin le comte Gilduin de Ponthieu dit de Breteuil  des reliques de saint Constantien qui sont alors transportées dans l'abbaye de Breteuil,,.
En 1046, est signé l'acte de fondation du prieuré de Javron initialement occupé par 3-4 moines de l’abbaye Saint-Julien de Tours. Cette fondation portée par Normand de Mayenne (Yves) est encouragée par l'évêque du Mans, le comte du Maine et aussi le seigneur châtelain Geoffroy II de Mayenne, peut-être pour contrebalancer l’influence grandissante de son vassal local. Cette fondation s'accompagne des dons de l’église Saint-Constantien de Javron ainsi que des droits sur les eaux et les moulins. À la suite de cette donation initiale, les moines cherchent très rapidement à obtenir les droits de l’église qui leur échappent encore; ils achètent alors à Adelelme/Adalelmus/Adelmus, fils de Béraud, sa part de l’église. L’approbation de Geoffroy de Mayenne est l’occasion d’obtenir de deux de ses hommes, Fromond et Adelelme, une terre d’une "charruée de 8 bœufs". Pour consolider ces acquisitions, alors qu’un certain Geoffroy fils de Garnier mécontent de ces transactions menace de mettre le feu à la "villa de Javron", l’abbé Richer se rend au Mans avec les moines de Javron Herbert et Garin pour solliciter du comte Hugues, qu’il confirme ces acquisitions, ce qu'il fait. D'autres donations ou achats sont effectuées jusqu'en 1051,,,,,.
Le comte du Maine, Hugues IV, confirme ces donations, et les moines procèdent alors trois églises (l'église de Saint-Constantien, l'église du Saint-Sauveur et l'église de Saint-Martin), un territoire d'environ 2 lieux autour du centre du village (ce qui correspond grossièrement aux limites actuelles de la commune), et ils possèdent également toutes les dîmes sur ce territoire ; ce qui constitue le fief presbytéral . Au début du XIIe siècle, les revenus du prieurés sont suffisant pour engager de grands chantiers, dans les églises prieurales.

### Temps modernes
En 1490, des soldats de la compagnie de Guy de Champagne qui avaient fait la guerre de Bretagne, pillent le village.
En septembre 1508, épidémie de peste.
En 1616, pendant la période trouble de fin de régence de Marie de Médicis qui fait suite à l'assassinat d'Henri IV, surviennent de multiples pillages, par les brigand bretons menés par Princé, vient ensuite le capitaine Halenier, puis Haredard dit Courtignolles, et le capitaine Lérigny, et enfin le chevalier de Médavy.
Vers 1700, le doyenné de Javron se compose de 28 paroisses, 16 prieurés et 55 chapelles.
En 1777, la population s'élève alors à environ 1000 habitants de plus de 12 ans. La cure procure un revenu de 800 livres et le prieuré 1800 livres .

### Époque contemporaine

#### Première Guerre mondiale
À la fin du conflit, la commune de Javron déplore le décès de 74 hommes, pour une population totale de 1 916 habitants au début de la guerre, ce qui représente 7,7 % de la population masculine, soit environ 23 % de la génération 20-40 ans.
La commune des Chapelles déplore le décès de 24 hommes, pour une population totale de 446 habitants au début de la guerre, ce qui représente 10,8 % de la population masculine, soit environ 32,3 % de la génération 20-40 ans.

Le 1er janvier 1973, Javron (1 335 habitants en 1968) s'associe avec Les Chapelles (240 habitants), située au nord de son territoire. La commune issue de l'association prend le nom de Javron-les-Chapelles. L'association est transformée en fusion simple le 30 juin 2020.

## Héraldique
| Blason de Javron-les-Chapelles | Blason  | D’azur, à une rencontre de chèvre d’or, chaussé vairé d’or et de gueules ; au chef cousu de gueules, à trois croisettes d’or. |
| Blason de Javron-les-Chapelles | Détails | Le gueules avec les trois croisettes d’or proviennent d’une partie du blason du prieuré de Javron. La reprise intégrale du blason seigneurial ou autre étant interdite pour les municipalités, il suffit d’en emprunter un ou plusieurs éléments. Ces croisettes permettent aussi de représenter la commune associée des Chapelles, car elles sont le symbole traditionnel pour ce genre de bâtiment. La tête de chèvre traduit le nom de Javron qui signifie en gaulois le lieu où l’on élevait des chèvres. Elle se trouve sur fond azur pour imager la rivière Aisne qui arrose le territoire mais aussi l’étang de Javron servant de base de loisirs. Le vairé provient du blason de la famille Anthenaise qui a possédé le château de Villeray. La remarque concernant la reprise des armes de famille est valable ici aussi. Les ornements sont deux deux gerbes de blé d’or, mises en sautoir par la pointe et liées d’azur afin d’honorer l’activité agricole. Le listel d'argent porte le nom de la commune en lettres majuscules de sable. La couronne de tours dit que l’écu est celui d’une commune ; elle n’a rien à voir avec des fortifications. Le statut officiel du blason reste à déterminer. |

## Politique et administration

### Administration municipale
Le conseil municipal est composé de quinze membres dont le maire et quatre adjoints. L'un des conseillers est maire délégué de la commune associée des Chapelles.

## Population et société

### Démographie

#### Évolution démographique
L'évolution du nombre d'habitants est connue à travers les recensements de la population effectués dans la commune depuis 1793. Pour les communes de moins de 10 000 habitants, une enquête de recensement portant sur toute la population est réalisée tous les cinq ans, les populations de référence des années intermédiaires étant quant à elles estimées par interpolation ou extrapolation. Pour la commune, le premier recensement exhaustif entrant dans le cadre du nouveau dispositif a été réalisé en 2008.
En 2022, la commune comptait 1 343 habitants, en évolution de −3,45 % par rapport à 2016 (Mayenne : −0,73 %, France hors Mayotte : +2,11 %).
Javron a compté jusqu'à 2 734 habitants en 1846. C'est en cette même année que la commune des Chapelles a atteint son maximum démographique avec 990 habitants.
| 1793  | 1800  | 1806  | 1821  | 1831  | 1836  | 1841  | 1846  | 1851  |
| ----- | ----- | ----- | ----- | ----- | ----- | ----- | ----- | ----- |
| 1 615 | 1 800 | 1 860 | 1 864 | 2 271 | 2 528 | 2 506 | 2 734 | 2 682 |

| 1856  | 1861  | 1866  | 1872  | 1876  | 1881  | 1886  | 1891  | 1896  |
| ----- | ----- | ----- | ----- | ----- | ----- | ----- | ----- | ----- |
| 2 624 | 2 586 | 2 576 | 2 506 | 2 420 | 2 310 | 2 315 | 2 195 | 2 087 |

| 1901  | 1906  | 1911  | 1921  | 1926  | 1931  | 1936  | 1946  | 1954  |
| ----- | ----- | ----- | ----- | ----- | ----- | ----- | ----- | ----- |
| 2 016 | 1 995 | 1 912 | 1 650 | 1 568 | 1 500 | 1 580 | 1 437 | 1 409 |

| 1962  | 1968  | 1975  | 1982  | 1990  | 1999  | 2006  | 2008  | 2013  |
| ----- | ----- | ----- | ----- | ----- | ----- | ----- | ----- | ----- |
| 1 364 | 1 335 | 1 490 | 1 455 | 1 400 | 1 512 | 1 473 | 1 461 | 1 413 |

| 2018  | 2022  | - | - | - | - | - | - | - |
| ----- | ----- | - | - | - | - | - | - | - |
| 1 366 | 1 343 | - | - | - | - | - | - | - |

#### Pyramide des âges
La population de la commune est relativement âgée.
En 2018, le taux de personnes d'un âge inférieur à 30 ans s'élève à 24,0 %, soit en dessous de la moyenne départementale (34,5 %). À l'inverse, le taux de personnes d'âge supérieur à 60 ans est de 42,0 % la même année, alors qu'il est de 28,3 % au niveau départemental.
En 2018, la commune comptait 668 hommes pour 698 femmes, soit un taux de 51,1 % de femmes, légèrement supérieur au taux départemental (50,71 %).
Les pyramides des âges de la commune et du département s'établissent comme suit.
| Hommes | Classe d’âge | Femmes |
| ------ | ------------ | ------ |
| 2,1    | 90 ou +      | 6,4    |
| 12,7   | 75-89 ans    | 16,8   |
| 22,8   | 60-74 ans    | 23,1   |
| 24,1   | 45-59 ans    | 21,9   |
| 11,7   | 30-44 ans    | 10,5   |
| 13,9   | 15-29 ans    | 10,5   |
| 12,7   | 0-14 ans     | 10,9   |

| Hommes | Classe d’âge | Femmes |
| ------ | ------------ | ------ |
| 1,1    | 90 ou +      | 2,5    |
| 8      | 75-89 ans    | 10,6   |
| 17,7   | 60-74 ans    | 18,4   |
| 20,3   | 45-59 ans    | 19,4   |
| 17,3   | 30-44 ans    | 16,6   |
| 16,9   | 15-29 ans    | 14,9   |
| 18,8   | 0-14 ans     | 17,6   |

### Enseignement
- École publique Yves-Duteil (maternelle et primaire).
- École privée Sainte-Agnès (maternelle et primaire).

### Santé
Sur la commune de Javron les Chapelles sont présents :  un médecin généraliste, une pharmacie, un cabinet infirmier, un dentiste, un service de soins à domicile (SSIAD) un EHPAD, un service ADMR. Un kinésithérapeute fait une permanence plusieurs fois par semaine. Une entreprise de taxis ambulances et la compagnie des sapeurs pompiers viennent compléter ces services de santé. Les hopitaux de Villaines-la-Juhel, à 10 km, Mayenne, à 25 km, et Alençon, 35 km, sont facilement accessibles.

### Culture
- Le Club des aînés ruraux.
- La Gaule javronnaise.
- Amicale des vieux pistons javronnais.
- Médiathèque municipale.
- Tous En Deuch (bicylindres Citroën).
- Club de jeux (jeux de cartes, Rummikub…)

### Sport
- Le Club sportif javronnais fait évoluer trois équipes de football en divisions de district[62].
- Club cyclotouriste javronnais.
- Association Pepball 417 (Paintball).

## Économie
En 2011, selon l'Insee, Javron-les-Chapelle hébergeait 69 entreprises dont onze dans l’industrie, sept dans la construction, quarante-cinq dans le commerce, le transport et les services divers et six dans l'administration publique, l'enseignement, la santé et l'action sociale. Les entreprises et établissement emploient en 2009 un total de 662 personnes.

### Agriculture
Toutes exploitations confondues, 74 exploitations agricoles se trouvent sur le territoire de la commune en 2000, contre 141 en 1988. La superficie des exploitations à fortement diminué, passant de 3 606 hectares en 1988 à 3 132 en 2000. Dans cette surface, 1 546 hectares sont constitués de terres labourables, dont 711 à destination de la culture céréalière. La surface agricole utile moyenne d'une exploitation est de 42 hectares en 2000, en augmentation de 16 hectares par rapport à 1988.
En 2000, 55 exploitations élevaient des bovins (97 en 1988) et 34 des volailles (97 en 1988). Le nombre de têtes est passé de 6 000 à 5 141 pour les bovins, et de 17 719 à 57 428 pour les volailles durant cette période.
La commune possède au total sept appellations sur le territoire :
- IGP Bœuf du Maine ; Porc de Normandie ; Cidre de Bretagne ou Cidre breton
- IGP Volailles de Normandie ; Volailles de Loué ; Volailles du Maine ; Œufs de Loué.

## Culture locale et patrimoine

### Lieux et monuments
- L'église Saint-Jean-Baptiste de Javron dont le clocher est classé au titre des monuments historiques depuis 1931[65].
- Église Notre-Dame-de-l'Assomption des Chapelles (XIXe siècle).
- Prieuré Saint-Constantin de Javron[66]
- Statue de Jeanne d'Arc.
- Statue de saint Jean située au lieu-dit le Petit Saint-Jean 48° 25′ 23″ N, 0° 21′ 12″ O.
- Grotte des Chapelles, située à 3 km du centre de Javron-les-Chapelles (creusée en action de grâce à Notre-Dame de Lourdes, la remerciant de sa protection lors de la Seconde Guerre mondiale) 48° 26′ 36″ N, 0° 20′ 00″ O.
- Ardoisières de Chattemoue 48° 24′ 18″ N, 0° 17′ 43″ O.
- Javron-les-Chapelles abrite une partie du site Natura 2000 du « bocage de la forêt de la Monnaie à Javron-les-Chapelles »[67].
- Château de Villeray

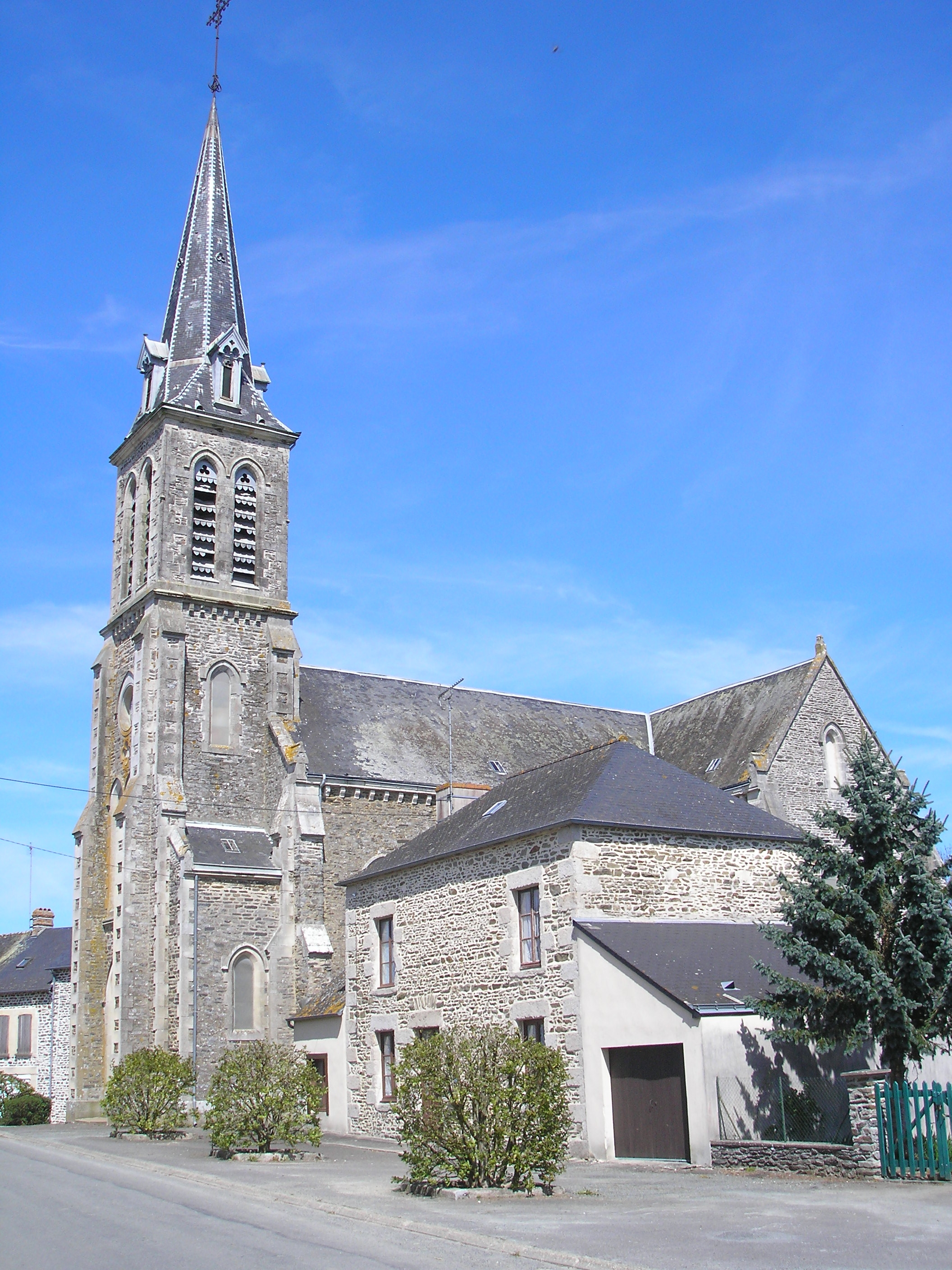
L'église Notre-Dame-de-l'Assomption des Chapelles.
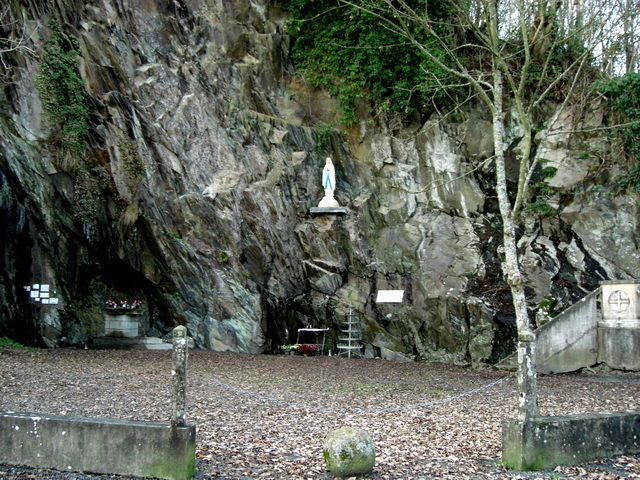
La grotte des Chapelles.

### Personnalités liées à la commune
- Constantien de Javron (? - 562 à Javron), ermite du Passais.
- Guillaume du Cérais (dit Ribault), croisé originaire du manoir de Cérais [68].
- Durand des Chapelles (? -1361), évêque de Couserans, Rieux puis Maguelone, serait né aux Chapelles[69].
- Guillaume Plançon ou Plancius (né à Javron - mort en 1568), médecin et helléniste.
- Charles Julien Fanneau de Lahorie (1758 à Javron - 1822), militaire.
- Victor Claude Alexandre Fanneau de La Horie (1766 à Javron - 1812 à Paris), général républicain [70].
- Jean Baptiste Fanneau de Lahorie (1767 à Javron - 1845), conservateur des Eaux et Forêts et personnalité politique.
- L'abbé Houssay (1844-1912), religieux, a été vicaire de Javron.
- Jean Chaulin-Servinière (1884-1968), avocat et homme politique, maire de Javron de 1910 à 1940[71].
- André Le Personnic, instituteur aux Chapelles. Sans appartenance politique, à l'origine du mouvement de résistance intérieure Front national en Mayenne; puis responsable départemental des FTPF; enfin inspecteur départemental de la Jeunesse et des Sports de la Manche.

### Héraldique
| Blason de Javron-les-Chapelles | Blason  | D’azur, à une rencontre de chèvre d’or, chaussé vairé d’or et de gueules ; au chef cousu de gueules, à trois croisettes d’or. |
| Blason de Javron-les-Chapelles | Détails | Créé par Jean-Claude Molinier, héraldiste amateur, et adopté par la municipalité en mars 1999: Le gueules avec les trois croisettes d’or proviennent d’une partie du blason du prieuré de Javron. La reprise intégrale du blason seigneurial ou autre étant interdite pour les municipalités, il suffit d’en emprunter un ou plusieurs éléments. Ces croisettes permettent aussi de représenter la commune associée des Chapelles, car elles sont le symbole traditionnel pour ce genre de bâtiment. La tête de chèvre traduit le nom de Javron qui signifie en gaulois le lieu où l’on élevait des chèvres. Elle se trouve sur fond azur pour imager la rivière Aisne qui arrose le territoire mais aussi l’étang de Javron servant de base de loisirs. Le vairé provient du blason de la famille Anthenaise qui a possédé le château de Villeray. La remarque concernant la reprise des armes de famille est valable ici aussi. Les ornements sont deux deux gerbes de blé d’or, mises en sautoir par la pointe et liées d’azur afin d’honorer l’activité agricole. Le listel d'argent porte le nom de la commune en lettres majuscules de sable. La couronne de tours dit que l’écu est celui d’une commune ; elle n’a rien à voir avec des fortifications. Le statut officiel du blason reste à déterminer. |